# Clivina tranquebarica
Clivina tranquebarica es una especie de escarabajo del género Clivina, familia Carabidae. Fue descrita científicamente por Bonelli en 1813.
Habita en la India. Mide aproximadamente 6,1 mm.